# Germán Suárez Flamerich
Germán Suárez Flamerich (Caracas, 10 de abril de 1907 — 24 de junho de 1990) foi um político e advogado venezuelano. Durante 27 de novembro de 1950 e 2 de dezembro de 1952, ocupou o cargo de presidente da Venezuela.

## Biografia
Os pais de Flamerich eram JM Suárez e Clorinda Flamerich. Ele se formou no colégio Liceo Caracas e, em seguida, na Universidad Central de Venezuela. Ainda estudante universitário, participou dos protestos contra a ditadura de Gómez da "Semana del Estudiante" em fevereiro de 1928. Foi preso em abril de 1928 e novamente de outubro a dezembro de 1929.
Flamerich formou-se em direito pela Universidade Central da Venezuela em 30 de julho de 1931, com uma tese intitulada Las fundaciones en Venezuela (The Foundations of Venezuela). Após obter seu doutorado, Flamerich tornou-se professor de direito civil na Universidad Central de Venezuela. Em 1936, após a sucessão de Eleazar López Contreras à presidência da Venezuela e a correspondente mudança democrática gradual, Flamerich foi nomeado Presidente de Direito Civil. Ele renunciou ao cargo em fevereiro de 1937 em protesto, depois que policiais entraram à força no campus da universidade. Entre 1937 e 1940 ocupou a presidência da Comissão de Coordenação e Revisão das Leis e, em 1939 e 1940, foi presidente do Conselho Municipal de Caracas. Entre 1940 e 1941 foi presidente ad honorem da Comissão Reguladora de Preços.
Flamerich reassumiu a presidência de Direito Civil em 1941. Pela legislatura de 1941 a 1944, tornou-se também deputado federal pelo Distrito Federal. Nessa função, ele se opôs a um tratado que demarcaria as fronteiras entre a Colômbia e a Venezuela, argumentando que era contrário aos interesses nacionais da Venezuela.
Em 1945, ano do golpe de Estado liderado pela União Militar Patriótica e pelo Partido da Ação Democrática contra Isaías Medina Angarita, que criou o Conselho de Governo Revolucionário de Rómulo Betancourt, Flamerich voltou a estudar Direito na Universidade Central da Venezuela.  Naquele ano, ele foi nomeado reitor da faculdade de direito de lá.
Em 14 de novembro de 1945, foi nomeado reitor da Faculdade de Direito da UCV, cargo no qual permaneceu até 1947. Em fevereiro de 1948, o romancista e candidato a AD, Rómulo Gallegos, tomou posse como Presidente da República após tornando-se o primeiro presidente eleito por voto universal, direto e secreto na história da Venezuela. No entanto, Gallegos foi derrubado em 24 de novembro pelos mesmos líderes militares que lideraram o golpe de 1945. Em 1948, Flamerich foi nomeado conselheiro da Junta Militar (1948). Posteriormente, atuou como Secretário de Relações Exteriores em 1949 e embaixador no Peru em 1950. Em 27 de novembro de 1950, foi chamado para servir como presidente após o titular, Coronel Carlos Delgado Chalbaud, foi assassinado. Embora Flamerich fosse o chefe nominal da junta governamental, o poder real era entendido como exercido pelo ministro da Defesa, o membro da junta Marcos Pérez Jiménez.

Quando os resultados iniciais das eleições para a Assembleia Constituinte de 1952 colocaram a oposição a caminho da vitória, a junta suspendeu a contagem por três dias e divulgou os resultados que mostravam o bloco pró-governo com maioria. A junta se dissolveu e entregou o poder aos militares, que instalaram Pérez Jiménez como presidente provisório; ele foi confirmado como presidente poucos meses depois pela Assembleia Constituinte. Flamerich foi para o exílio por muitos anos depois. Posteriormente, ele retornou à Venezuela e trabalhou como advogado. Ele morreu em Caracas em 24 de junho de 1990.